# Fjodor Fjodorowitsch Kjoneman
Fjodor Fjodorowitsch Kjoneman (russisch Фёдор Фёдорович Кёнеман, wiss. Transliteration Fëdor Fëdorovič Këneman, geboren 8. April 1873, Moskau; gestorben 29. März 1937 ebenda), in deutscher Namensform Theodor Könemann, war ein russischer und sowjetischer Pianist, Musikpädagoge und Komponist.

## Leben und Wirken
Kjonemans Nachname entstammt dem preußischen Familiennamen Könemann, sein Vater war Friedrich Napoleon Könemann aus Moskau (1838–1903).

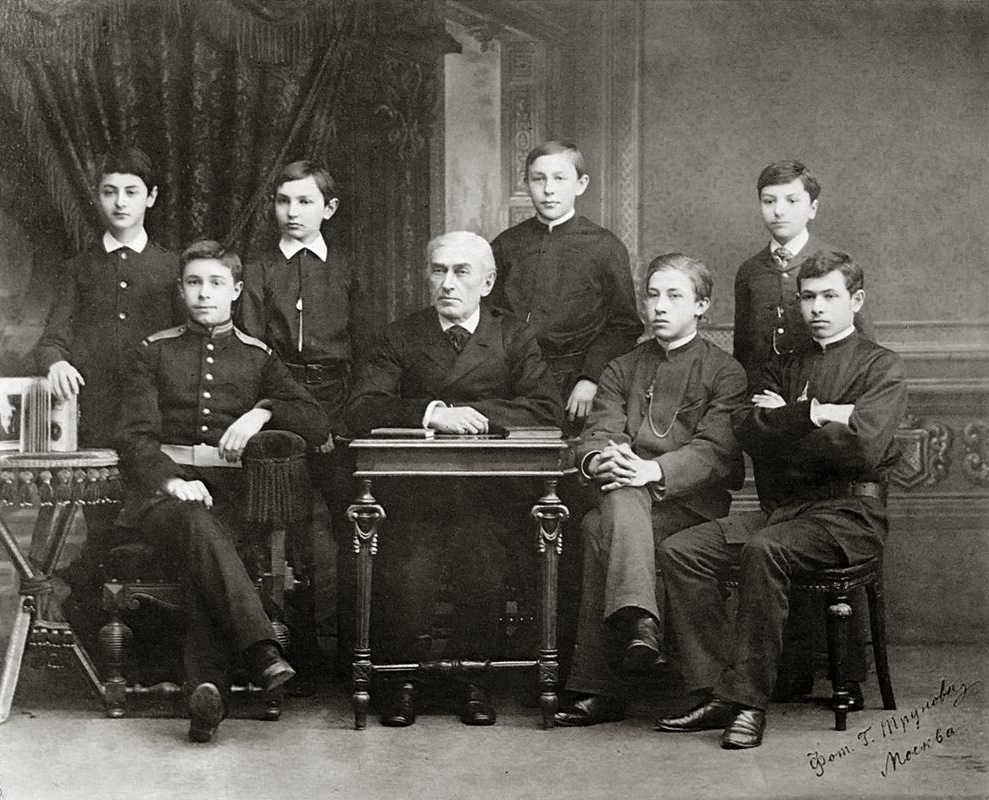
Nikolai Swerjew (Mitte) mit seinen Studenten, Ende der 1880er Jahre.
Von links nach rechts: Semjon Samuelson, Alexander Skrjabin, Leonid Maximow, Nikolai Swerew, Sergei Rachmaninow, Alexander Tschernjajew, Fjodor Kjoneman und Matwej Presman

Kjoneman studierte am Moskauer Konservatorium bei Nikolai Swerew (Klavier), Wassili Safonow (Dirigieren), Anton Arenski und Sergei Tanejew (Komposition) und Michail Ippolitow-Iwanow (Musiktheorie). Seinen Abschluss machte er 1897 mit zwei Goldmedaillen (in den Fächern Klavier und Musiktheorie). Er arbeitete für einige Zeit in Astrachan. 1899 bis 1901 war er Dirigent der Russischen Chorgesellschaft in Moskau. Zur feierlichen Eröffnung des Großen Saals des Moskauer Konservatoriums am 7. April 1901 schrieb Kjoneman die Kantatenhymne, die zur offiziellen Hymne des Moskauer Konservatoriums wurde. Er war von 1912 bis 1932 Professor am Moskauer Konservatorium.
Er arbeitete 24 Jahre als Begleiter und Arrangeur mit dem in etwa gleichaltrigen Fjodor Schaljapin zusammen, dem er 1896 zuerst begegnet war. Das von Kjoneman arrangierte Lied der Wolgaschlepper (russisch Эй, ухнем!) wurde nach Schaljapins Exil im Ausland besonders berühmt. Einige seiner von ihm geschriebenen Romanzen wurden von Schaljapin aufgeführt. Kjoneman tourte ausgiebig als Pianist durch Russland. Er machte unter anderem verschiedene Aufnahmen für De Luxe.
In seinen weltlichen Chorwerken vertonte er Texte von S. Nadson, A. K. Tolstoi, M. Lermontow, A. Maikow, N. Manykin-Newstrujew, A. Puschkin und Heinrich Heine (in der Übersetzung von P. Weinberg). Sie fanden jüngst Aufnahme in der Anthologie der russischen weltlichen A-cappella-Chormusik des 19. bis frühen 20. Jahrhunderts (Band 12).

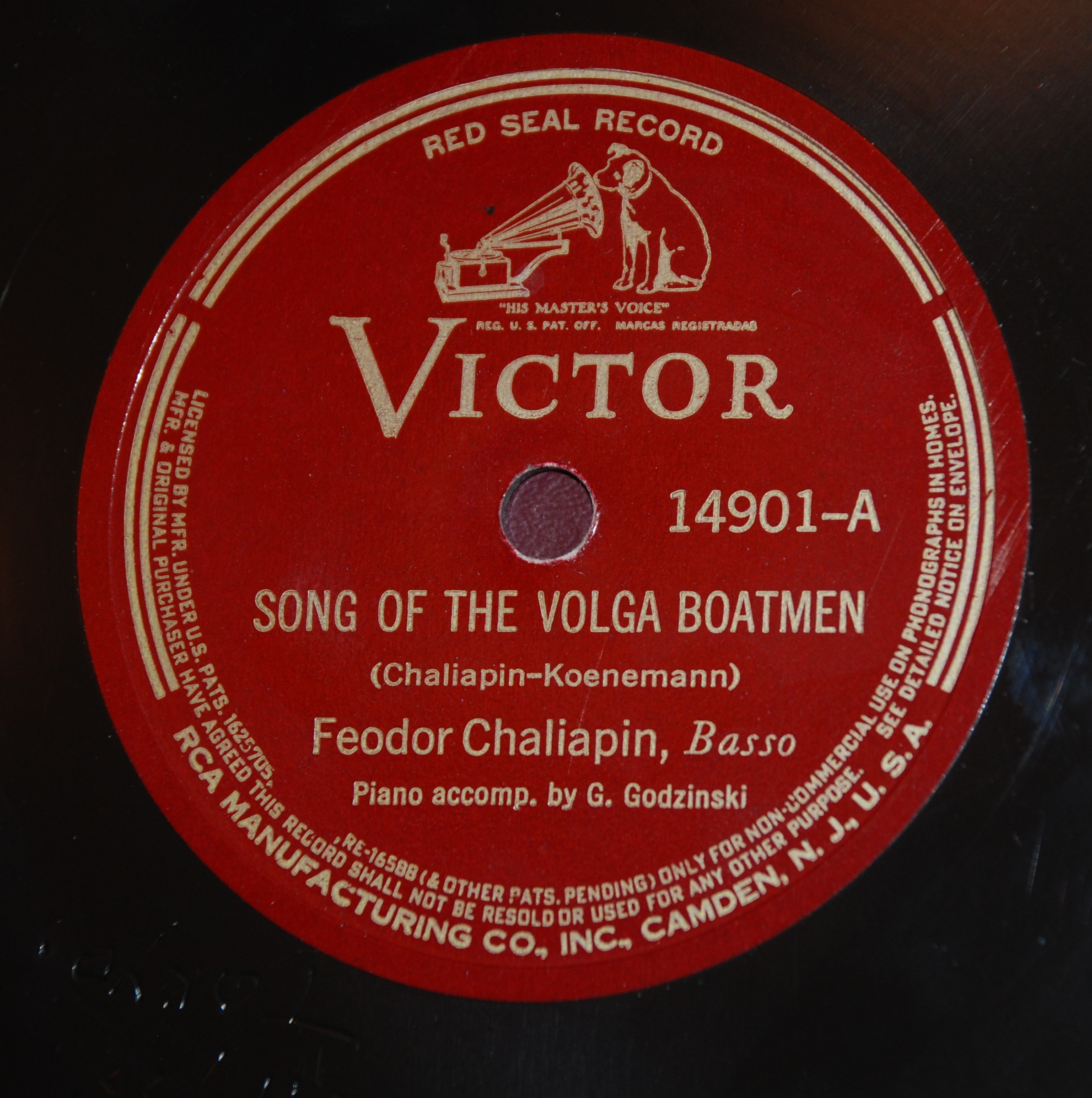
Lied der Wolgaschlepper, eingerichtet von Chaliapin-Koenemann (= Schaljapin-Kjoneman)

Kjoneman starb in seinem Geburtsort und ist auf dem Pjatnizkoje-Friedhof in Moskau begraben.

## Werke (Auswahl)
Kjoneman schrieb über 100 Werke. Die folgende Übersicht enthält nur eine kurze Auswahl.
- Chaliapine-Koeneman: El Ukhnem. The song of the Volga boatmen. Voice & pianoforte. Revised by Chas. J. Gaisberg. London : Chester, PN 3884 cop. 1924 (Noten)

- Thema und Variationen, op.4 (für Klavier) (P. Jurgenson)

- 16 Romanzen

Chorwerke:
- ДВА ХОРА A CAPPELLA. Oр. 6 / TWO CHORA A CAPPELLA. Op. 6

1. В роще зелёной над тихой рекой. Стихи С. Надсона / 1. In a grove of green above a quiet river. Verse von S. Nadson
2. Горними тихо летела душа небесами. Стихи А. К. Толстого / The soul was flying softly in the sky. Verse von A. K. Tolstoi
- ДВА ХОРА A CAPPELLA. Oр. 7 / TWO CHORA A CAPPELLA. Op. 7

1. Волны и люди. Стихи М. Лермонтова / Waves and people. Verse von M. Lermontow
2. В тёмном аде, под землёю. Стихи А. Майкова / In the dark hell, under the earth. Verse von A. Maikow
- ДВА ХОРА ДЛЯ СМЕШАННЫХ ГОЛОСОВ A CAPPELLA НА СЛОВА Н. МАНЫКИНА-НЕВСТРУЕВА. Oр. 9 / TWO CHOIRS FOR MIXED VOICES A CAPPELLA (auf die Worte von N. Manykin-Newstrujew). Op. 9

1. Волна и звезда / Wave and Star
2. Нимфы / Nymphs
- ЭХО. Стихи А. Пушкина / ECHO. Verse von A. Puschkin
- КОГДА ДВА СЕРДЦА РАЗОБЬЮТСЯ. Стихи Г. Гейне, перевод П. Вейнберга / WHEN THE TWO HEART RIDDLE. Gedichte von H. Heine, Übersetzung von P. Weinberg